# Appignano
Appignano je italská obec v provincii Macerata v oblasti Marche.
V roce 2012 zde žilo 4 178 obyvatel.

## Sousední obce
Cingoli, Filottrano (AN), Macerata, Montecassiano, Montefano, Treia

## Vývoj počtu obyvatel
Zdroj: 